# Illír jellegű gyertyános-tölgyes
Az illír jellegű gyertyános–tölgyes (Helleboro odoro – Carpinetum, illetve Helleboro dumetorum-Carpinetum somogyicum) a gyertyános–tölgyesek (Carpinetum) közé tartozó fás növénytársulás. Á-NÉR kód = K4.

## Vegetációs szintjei

### Felső lombkoronaszint
Kocsánytalan tölgy (Quercus petraea), kocsányos tölgy (Quercus robur).

### Alsó lombkoronaszint
Gyertyán (Carpinus betulus), mezei juhar (Acer campestre).

### Cserjeszint
Közönséges fagyal (Ligustrum vulgare), csíkos kecskerágó (Euonymus europaeus), veresgyűrű som (Cornus sanguinea), ükörkelonc (Lonicera xylosteum), mogyorós hólyagfa (Staphylea pinnata), cseregalagonya (Crataegus oxyacantha) stb.

### Gyepszint
Medvehagyma (Allium ursinum), hóvirág (Galanthus nivalis), bogláros szellőrózsa (Anemone ranunculoides), odvas keltike (Corydalis cava), erdei galambvirág (Isopyrum thalictroides), borostyán (Hedera helix), ligeti perje (Poa nemoralis), illatos ibolya (Viola odorata), kis meténg (Vinca minor), orvosi tüdőfű (Pulmonaria officinalis) stb.

### Elegyfák
Vadcseresznye (Cerasus avium), közönséges bükk (Fagus silvatica), mezei szil (Ulmus campestre), korai juhar (Acer platanoides), nagylevelű hárs (Tilia platyphyllos) stb.

## Magyarországi elterjedése
Ez az értékes társulás eredetileg az ország délnyugati dombvidékein volt honos, mára jórészt visszaszorult.